# Parafia Matki Bożej Fatimskiej w Bydgoszczy
Parafia Matki Bożej Fatimskiej w Bydgoszczy – rzymskokatolicka parafia w Bydgoszczy, erygowana 8 grudnia 1992 roku. Należy do dekanatu Bydgoszcz IV w diecezji bydgoskiej.

## Historia
W październiku 1992 r. rozpoczęto budowę tymczasowej, blaszanej kaplicy, w której 25 grudnia 1992 r. ówczesny biskup pomocniczy archidiecezji gnieźnieńskiej, Jan Wiktor Nowak odprawił pierwszą mszę świętą.
Od 6 do 13 maja 1994 r. odbywał się I Parafialny Kongres Maryjny „Abym była więcej znana i miłowana”.
W dniach 21 i 22 marca 1996 r. odbyło się nawiedzenie relikwii św. Wojciecha, a także peregrynacja figury Matki Bożej z Fatimy 21 czerwca 1996 r.
Plebanię wybudowano w latach 1996–1999.
14 maja 1998 r. rozpoczęto pracę przy budowie kościoła. 13 października 2000 r. arcybiskup Henryk Muszyński wmurował kamień węgielny przywieziony z Fatimy, a poświęcony 3 czerwca 1997 r. przez Jana Pawła II. 25 grudnia 2005 r. biskup Jan Tyrawa, poświęcił nową świątynię.

## Wspólnoty parafialne
- Apostolstwo Dobrej Śmierci
- Bractwo Szkaplerzne
- Czciciele Bożego Miłosierdzia „Faustinum”
- Dzieci Fatimskie – koło różańcowe
- Grupa Modlitewna Ojca Pio
- Domowy Kościół
- Legion Maryi
- Liturgiczna Służba Ołtarza
- Ruch Szensztacki
- Ruch Światło-Życie
- Rycerstwo Niepokalanej
- Zespół młodzieżowy „Ad Dei Gloriam”
- Żywy Różaniec Matek i Ojców[2]

## Proboszczowie
- od 1992 : ks. Józef Orchowski, wicedziekan dekanatu Bydgoszcz IV